# 兴国寺塔 (江阴)
31°54′16″N 120°15′39″E / 31.90450°N 120.26070°E
兴国寺塔，位于中华人民共和国江苏省无锡市江阴老城区西南的兴国园中，是全国重点文物保护单位。

## 特点
兴国寺塔建于北宋太平兴国年间，平面呈八角形，面积41平方米，为砖身木檐楼阁式。塔身用青砖砌成，塔内呈四方形，每层采取四角相闪之法。元至正年间，兴国寺塔在战火中严重毁坏。洪武十七年，寺庙重建。明正统年间修复寺塔，并将七级增至九级。清嘉庆二十二年（1817年），兴国寺塔木结构及塔刹在火灾中毁掉，只剩的砌塔体形同毛笔，当地人称“文笔塔”。1925年1月26日，直奉战争中，占领黄山炮台的奉军向城中的直军发炮，炮弹打中兴国寺塔，将最高三层削去一半。
1985年，江阴县人民政府对残塔进行修缮加固排险。2005年，江阴市人民政府再次对兴国寺塔进行修葺，采取高压灌浆加固塔基塔身，并在塔内恢复了木质楼板。2013年，兴国寺塔被公布为全国重点文物保护单位。

## 图库

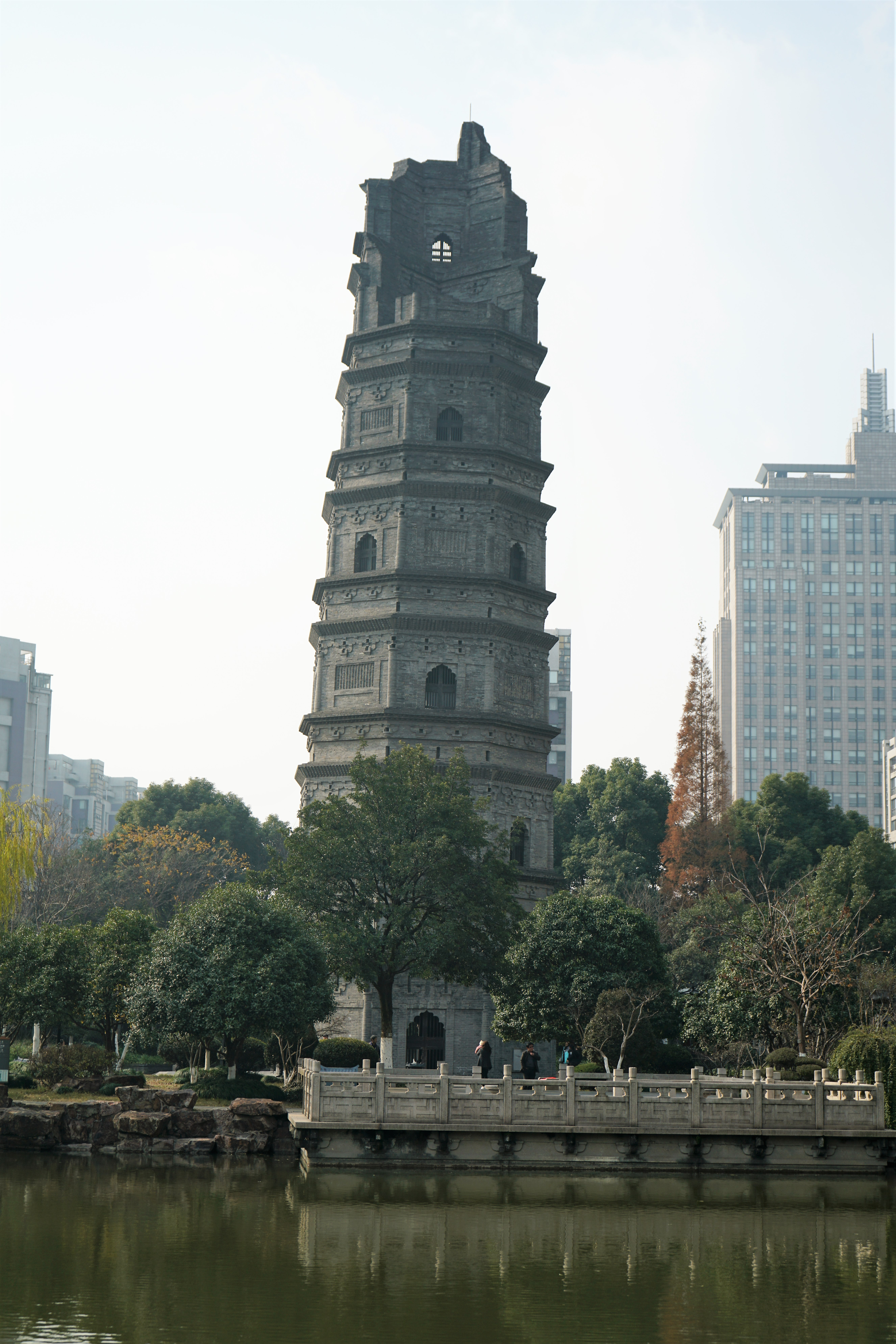
江阴兴国寺塔
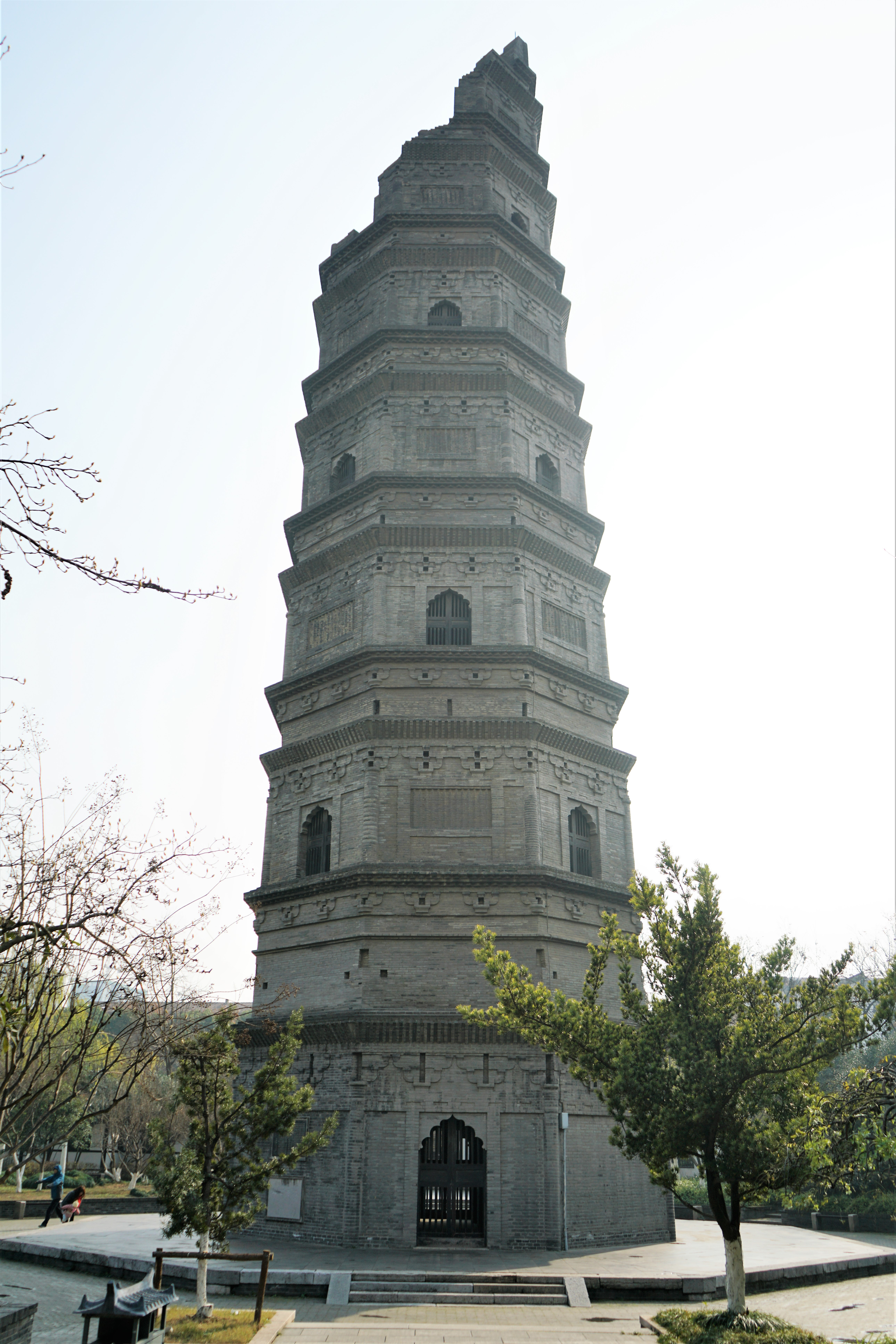
江阴兴国寺塔
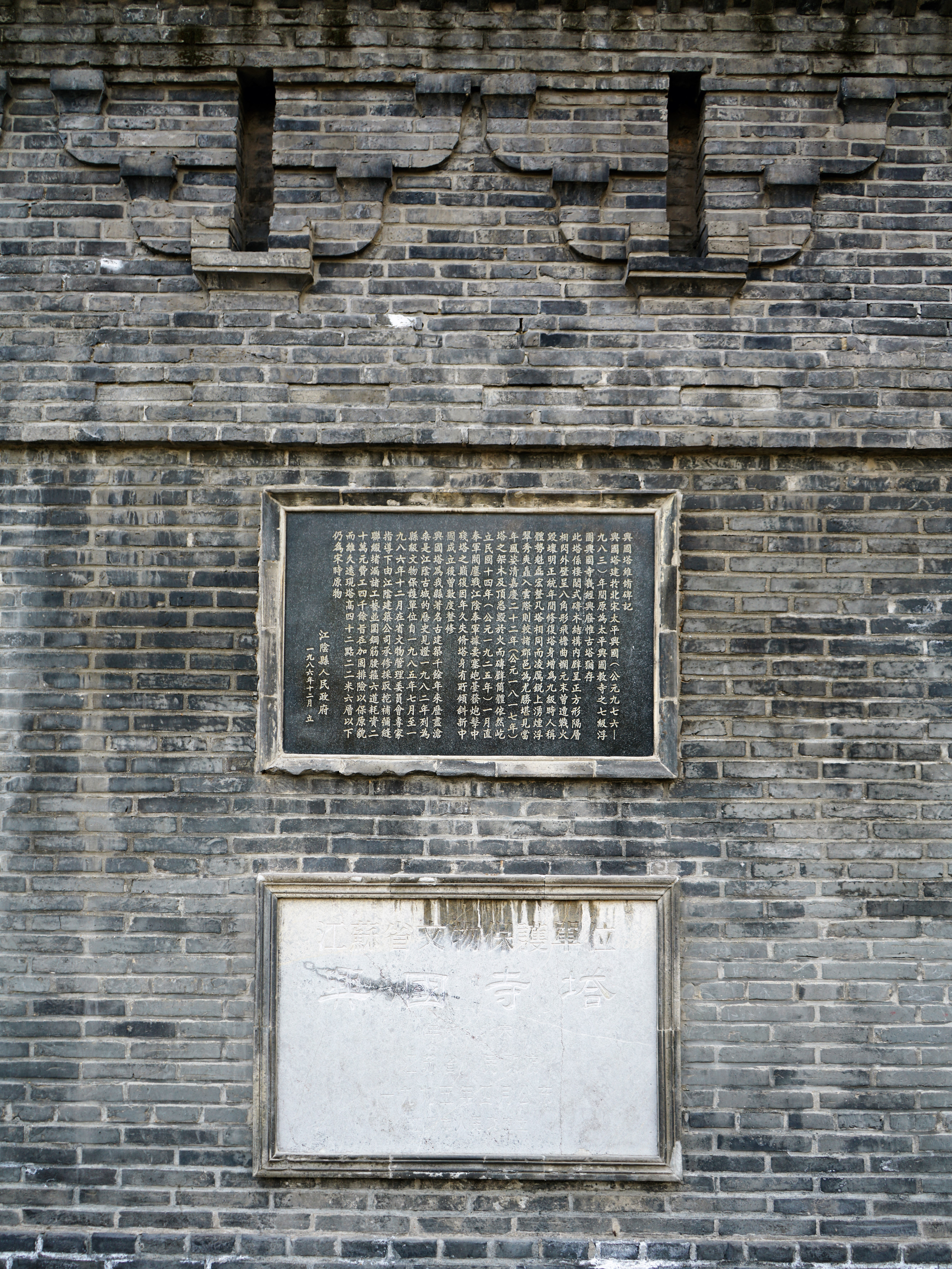
江阴兴国寺塔标牌
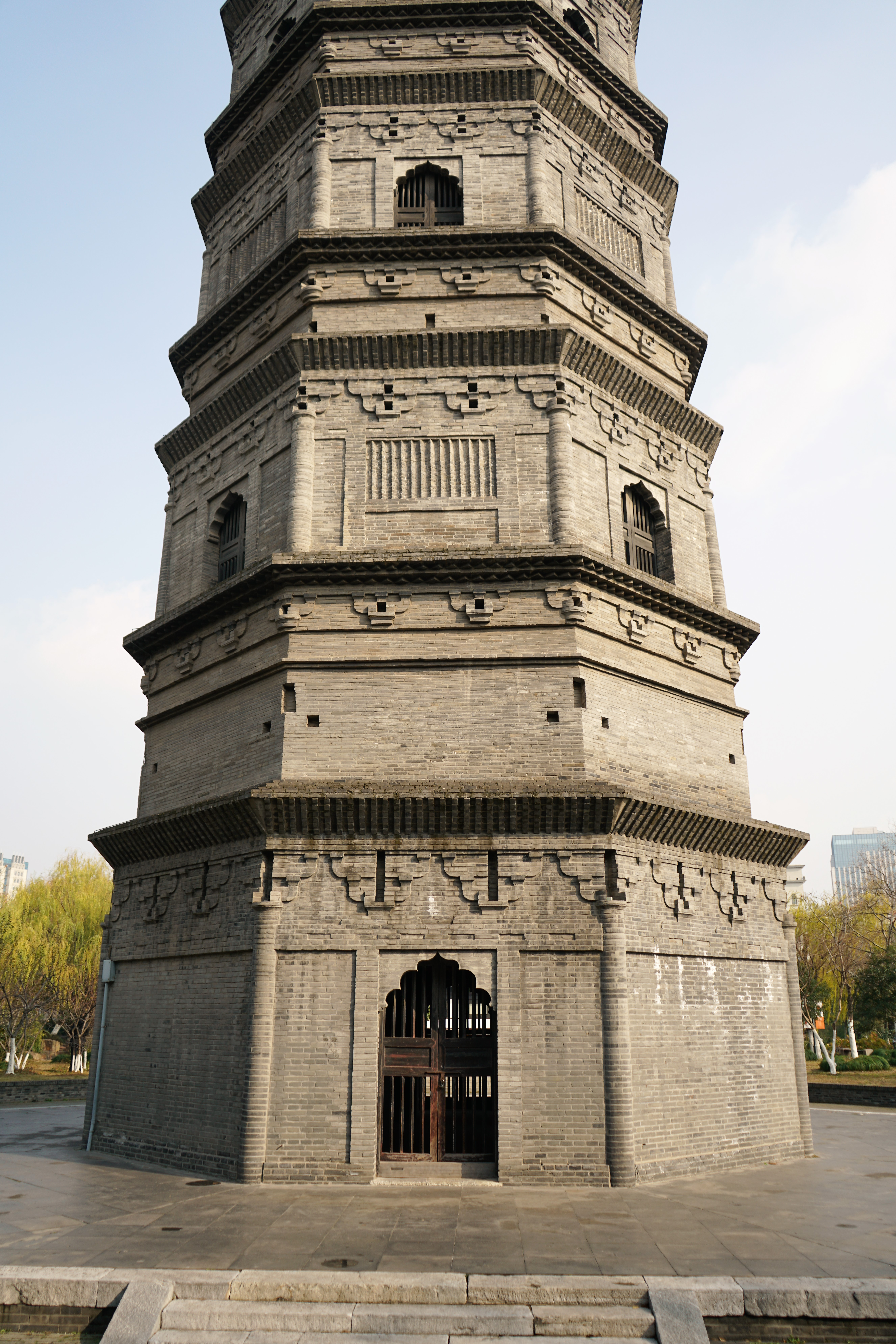
江阴兴国寺塔塔底
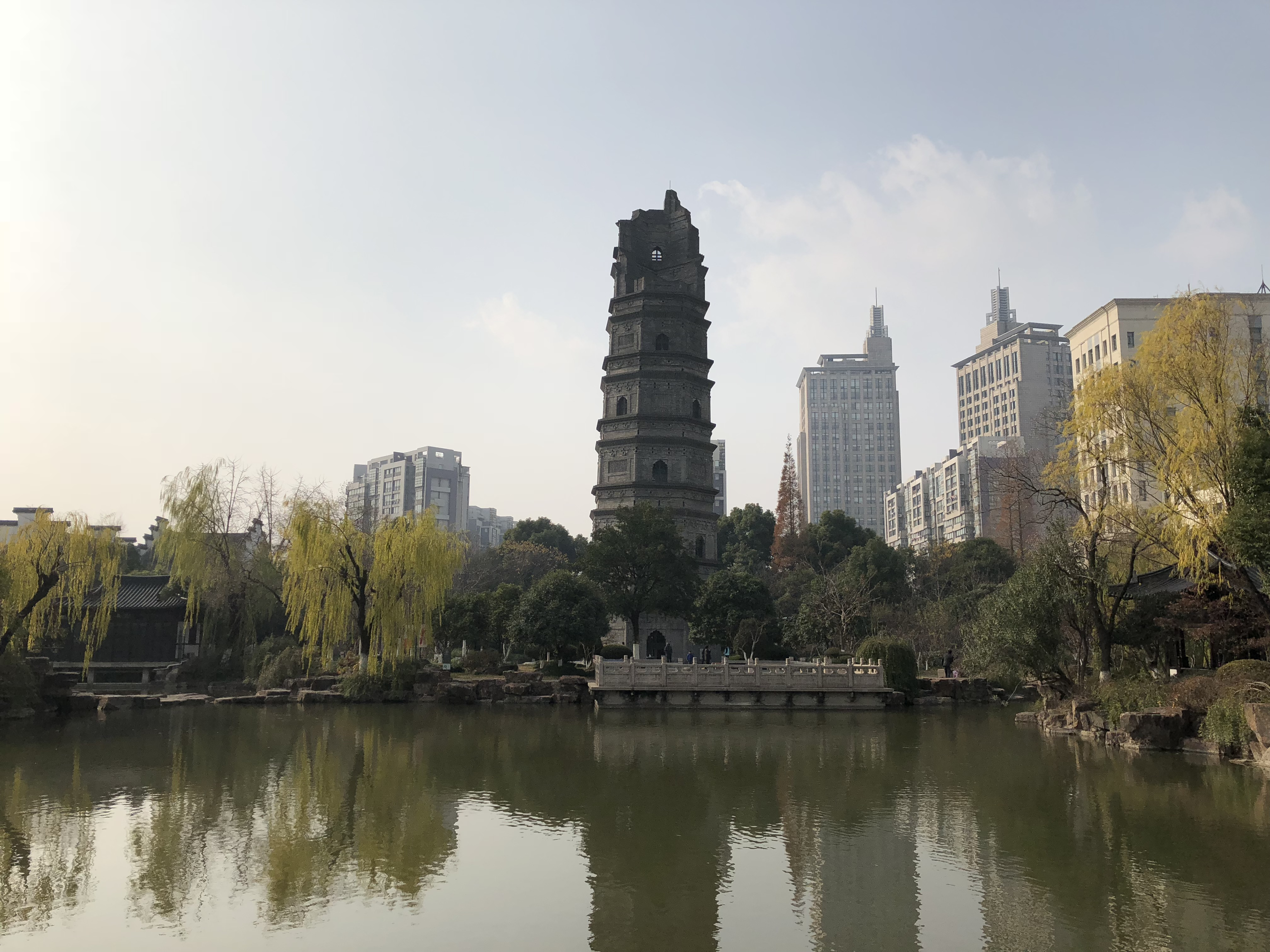
江阴兴国园
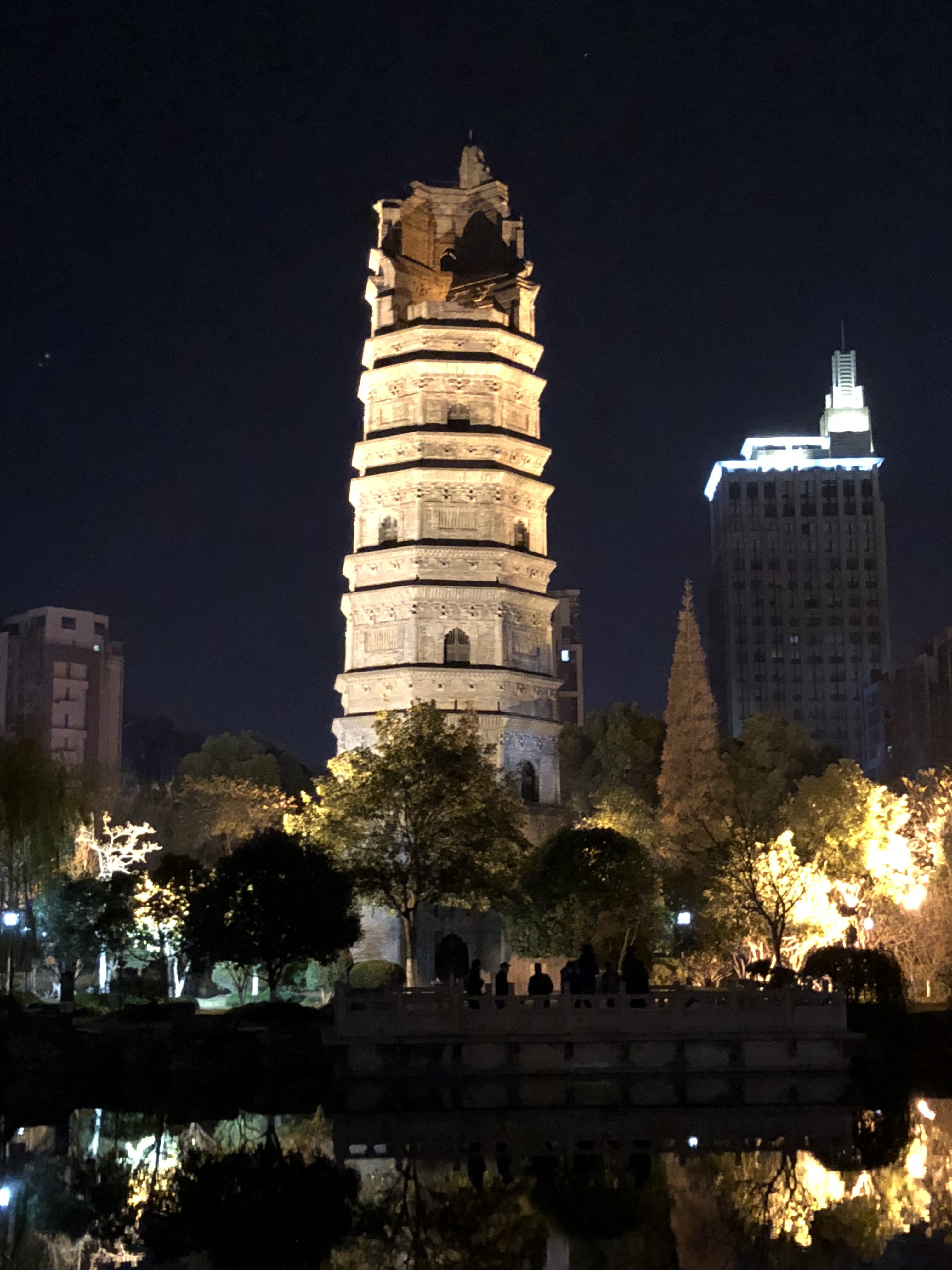
江阴兴国寺塔夜景
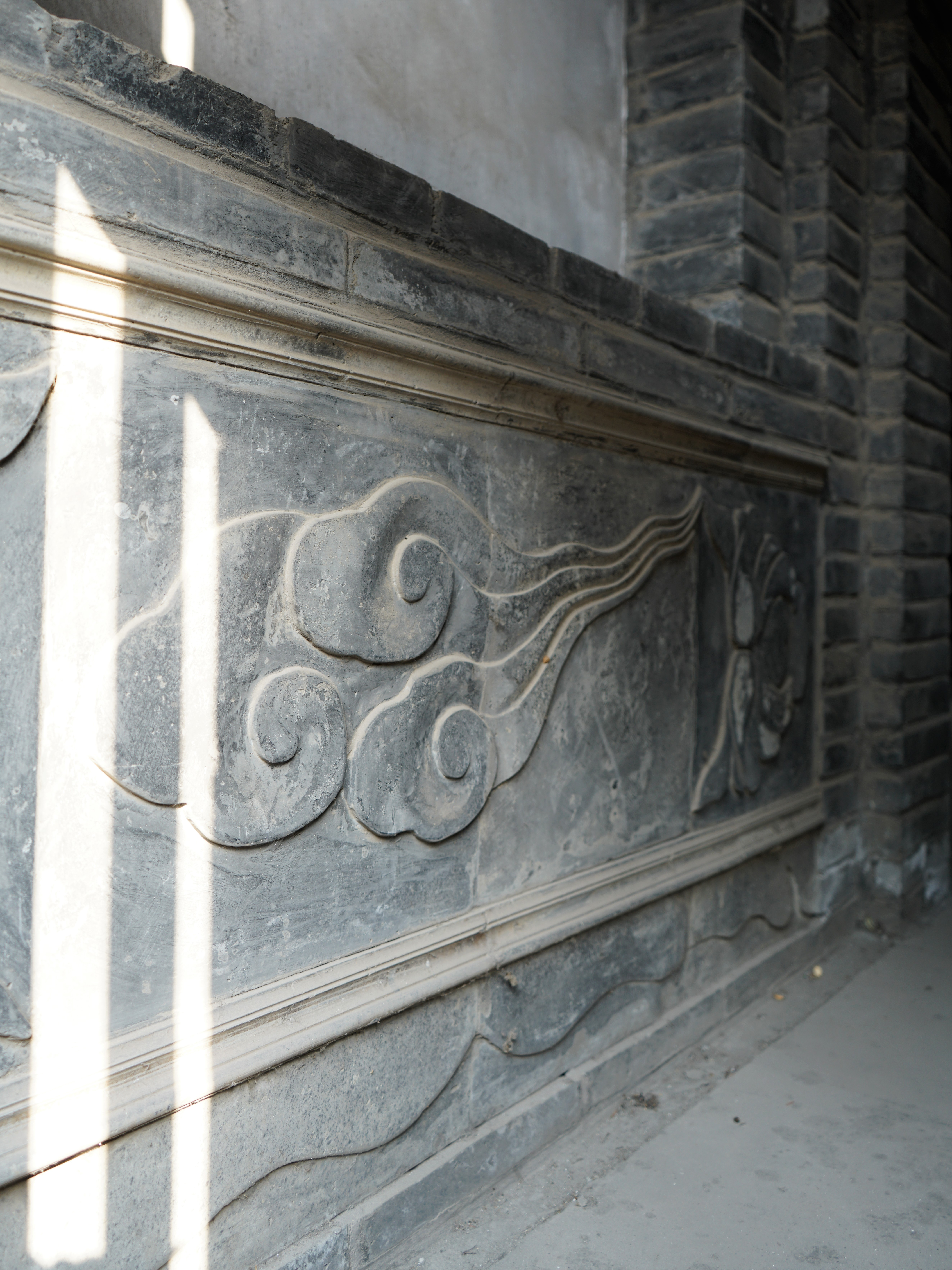
江阴兴国寺塔塔内